# Anne Félicité Colombe
Anne Félicité Colombe (vers 1760/1761 - 1843) est une journaliste, militante et imprimeuse française, active durant la Révolution française, entre 1790 et 1793.

## Biographie
Les origines d'Anne Catherine Félicité Colombe  restent à ce jour non-documentées. Elle est née vers 1760-1761.
Elle réside de façon certaine dès juillet 1790 à Paris, au numéro 1 de la place Dauphine, à gauche, en partant du Pont Neuf, où elle dirige un local, l'« Imprimerie Henri-IV » : c'est en effet à cet endroit qu'elle est interpellée, le 14 décembre, par Pierre-François Cuvilliez, commissaire de police, Nicolas Bailleul et Pierre-Claude Briceau, commissaires de sections, sur dénonciation d'Antoine Estienne (1762-1826), un militant-partisan du général La Fayette, se disant ingénieur et homme de lettres. Les policiers découvrent qu'elle est bien l'imprimeur de L'Ami du peuple dirigé par Marat, mais aussi de L'Orateur du peuple, fondé par Fréron (Martel). L'interpellation fait suite à une série de plaintes pour calomnies, pour des articles publiés dans les dits journaux. Cette saisie fait scandale : Marat s'en empare pour dénoncer une grave atteinte aux libertés de la presse. Un procès s'ensuit en correctionnel, qui voit condamner le 28 décembre, « Mademoiselle Colombe » à une amende de 20 000 livres de dommages et intérêt à verser au profit d'Estienne. Elle cesse d'imprimer pour Marat en mars 1791. 
Elle y imprime, à partir du 17 février 1791, les premiers numéros du Père Duchesne dit « de la place Henri IV », fondé avec l'abbé Robin, ancien censeur royal,. Vers le 20 mars 1791, une bande de militants royalistes surgit dans les locaux de la place Dauphine et les saccage. Elle déménage ses locaux au 8 de la rue de Buci, et y poursuit l'impression du Père Duchesne de l'abbé Robin, soit 31 numéros en tout, jusqu'au 29-30 juin 1791,. 
Le 17 juillet 1791, lors de la fusillade du Champ-de-Mars, elle fait partie, avec Louise-Félicité de Keralio, des quatre femmes arrêtées — ou du moins, actives et présentes. Colombe est arrêtée rue de Buci le 20 juillet 1791, avec deux hommes, le typographe Redelé et un certain Adrien Deflers, journaliste-rédacteur au Journal des débats de la Société des amis de la Constitution, séante aux Jacobins (dit Journal des Jacobins ou Correspondance des Jacobins) ; ils sont emprisonnés à l’Abbaye St-Germain : Colombe n'est libérée que le 16 septembre suivant,. Marat publie ses lettres d'appel au secours dans son journal.
Colombe imprime, sans compter des ouvrages et des libelles, plusieurs autres périodiques, dont le Journal du faubourg Saint-Antoine en janvier-février 1791, le Journal des débats de la Société des amis de la Constitution, séante aux Jacobins de 1791 à décembre 1793, et Le Thermomètre du jour de Jacques-Antoine Dulaure, du 9 au 28 août 1792. Après le 23 août 1792, le local de la rue de Buci est rebaptisé « Imprimerie de l'Égalité, ci-devant Henri IV ».
Militante, Colombe est l'une des signataires, le 6 mars 1792, de la pétition pour le droit des femmes à porter des armes ; elle fréquenta d'abord le Club des cordeliers, puis devient membre en mai 1793 de la Société des républicaines révolutionnaires, mais ne semble plus avoir exercé après le 2 juin courant,.
Le 3 août 1794 (3 fructidor an II), elle met au monde un fils à Versailles, dont le père, déclarant, est Adrien Claude Deflers, l'ancien journaliste qui travaillait avec elle, et qui avait été expulsé du Journal des Jacobins fin décembre 1792 — on ignore ce qu'il devint entre cette expulsion et après la naissance de cet enfant, mais son expulsion semble clairement être la conséquence de ses prises de position favorable à Roland, et aussi qu'il fut le signataire d'une pétition contre Marat, lequel s'en indigna et rompit tout lien avec l'imprimerie de Colombe.
Elle meurt à Paris, en son domicile, rue Palatine, et déclarée veuve de Deflers, rentière et âgée de 82 ans.

### Article lié
- Femmes citoyennes révolutionnaires